# ラヂミチ族
ラヂミチ（ラジミチ）族（ベラルーシ語: Радзімічы、ウクライナ語: Радимичі、ロシア語: Радимичи）は、9 - 12世紀の年代記（レートピシ）に言及される、スラヴ人の部族あるいは部族連合である。ドニエプル川の上流域からソジ川流域（現ベラルーシ・ホメリ州、マヒリョウ州）にかけての範囲を居住地としていた。
『原初年代記』には、ラヂミチ族はリャフ人(ru)（ポーランド人）より出でてルーシの地に定住し、またルーシ（キエフ大公国）にダーニ（貢税）を支払っているということが記されている。この記述を含め、伝説的にはポーランド由来の部族とみなされているが、その起源に関する定説は打ち出されていない。

## 歴史
年代記にはラヂミチ族の名は、その先祖のラヂムという人物に由来すると記されている。また、ラヂムはラヂミチ族の長であり、原ポーランド（年代記上はレヒトィ(ru)：リャフ人の地）から来たとされている。年代記には、ラヂミチ族の公（クニャージ）の名は記されていないが、ラヂミチ族独自の軍隊の存在を示す記述があり、自前の指導者を有した集団であったことは確実である。
年代記上の初出は885年の、キエフ公オレグが支配圏を拡大し、ラヂミチ族がそれまでハザールに対して行っていた税の支払いをやめさせ、新たにダーニ（貢税）を課したという記述である。907年、ラヂミチ族はオレグの軍に加わり、コンスタンティノープルへの遠征(ru)を行った。ラヂミチ族はこのように、しばらくの間キエフの統治下にいたが後に決別し、984年にはキエフ大公ウラジーミル1世のヴォエヴォダ（軍司令官）ヴォルチー・フヴォスト(ru)の軍勢に攻め込まれた。両軍はソジ川支流のペシチャニ川（現スラウハラド付近）で戦闘となり、ラヂミチ族は敗れた。ラヂミチ族の地はキエフ大公国領に組み込まれ、後にチェルニゴフ公国、スモレンスク公国領となった。
ラヂミチ族に関する最後の言及は1169年の記述である。それ以前に、ラヂミチ族の居住範囲において言及されている都市には、クレチュト（現クルィチャウ。1136年）、プラポシャスク（現スラウハラド。1136年）、ゴミー（現ホメリ。1142年）、ロガチョフ（現ラハチョウ。1142年）、チェチェルスク（現チャチェルスク、1159年）がある。なお、現在のベラルーシ人の祖先を、ラヂミチ族や隣接するクリヴィチ族・ドレゴヴィチ族らが融合したものであるとする説がある。